# Cantalupo nel Sannio
Cantalupo nel Sannio est une commune de la province d'Isernia, dans la région Molise, en Italie.

## Administration
| Période                                  | Période  | Identité       | Étiquette | Qualité |
| ---------------------------------------- | -------- | -------------- | --------- | ------- |
| 30 mai 2006                              | En cours | Claudio Biondi |           |         |
| Les données manquantes sont à compléter. |          |                |           |         |

### Communes limitrophes
Macchiagodena, Roccamandolfi, San Massimo, Santa Maria del Molise.